# 한상수
한상수(韓尙樹, 1977년 2월 27일~)는 대한민국의 전 축구 선수이자 현재 축구 지도자로 선수로 활동할 당시 포지션은 골키퍼였으며 현재 수원 삼성 블루윙즈 U-18팀인 매탄고등학교 축구부에서 골키퍼 코치를 맡고 있다.